# Epidendronowe
Epidendronowe (Epidendroideae) – podrodzina w obrębie storczykowatych (Orchidaceae). Należy do niej ok. 650 rodzajów liczących ok. 21,8 tysiąca gatunków występujących na wszystkich kontynentach z wyjątkiem obszarów okołobiegunowych i pustyń. Jest to grupa siostrzana podrodziny storczykowych (Orchidoideae). Zaliczane tu rośliny są często epifityczne, nierzadko myko-heterotroficzne.

## Systematyka

### Pozycja systematyczna podrodziny wedługAngiosperm Phylogeny Website[2]
|  | obuwikowe Cypripedioideae                                                                 |
|  |                                                                                           |
|  | \| \| epidendronowe Epidendroideae \| \| \| \| \| \| storczykowe Orchidoideae \| \| \| \| |
|  |                                                                                           |
|  | epidendronowe Epidendroideae                                                              |
|  |                                                                                           |
|  | storczykowe Orchidoideae                                                                  |
|  |                                                                                           |

|  | epidendronowe Epidendroideae |
|  |                              |
|  | storczykowe Orchidoideae     |
|  |                              |

|  | obuwikowe Cypripedioideae                                                                 |
|  |                                                                                           |
|  | \| \| epidendronowe Epidendroideae \| \| \| \| \| \| storczykowe Orchidoideae \| \| \| \| |
|  |                                                                                           |
|  | epidendronowe Epidendroideae                                                              |
|  |                                                                                           |
|  | storczykowe Orchidoideae                                                                  |
|  |                                                                                           |

|  | epidendronowe Epidendroideae |
|  |                              |
|  | storczykowe Orchidoideae     |
|  |                              |

|  | obuwikowe Cypripedioideae                                                                 |
|  |                                                                                           |
|  | \| \| epidendronowe Epidendroideae \| \| \| \| \| \| storczykowe Orchidoideae \| \| \| \| |
|  |                                                                                           |
|  | epidendronowe Epidendroideae                                                              |
|  |                                                                                           |
|  | storczykowe Orchidoideae                                                                  |
|  |                                                                                           |

|  | epidendronowe Epidendroideae |
|  |                              |
|  | storczykowe Orchidoideae     |
|  |                              |

|  | obuwikowe Cypripedioideae                                                                 |
|  |                                                                                           |
|  | \| \| epidendronowe Epidendroideae \| \| \| \| \| \| storczykowe Orchidoideae \| \| \| \| |
|  |                                                                                           |
|  | epidendronowe Epidendroideae                                                              |
|  |                                                                                           |
|  | storczykowe Orchidoideae                                                                  |
|  |                                                                                           |

|  | epidendronowe Epidendroideae |
|  |                              |
|  | storczykowe Orchidoideae     |
|  |                              |

### Podział systematyczny
W obrębie podrodziny wyróżnia się zmienną liczbę plemion i podplemion – klasyfikacja ulega częstym zmianom w miarę pojawiania się kolejnych danych dotyczących filogenezy tej grupy. Podany niżej system opiera się na danych Angiosperm Phylogeny Website.
Plemię Arethuseae
- Aglossorrhyncha Schltr.
- Anthogonium Wall. ex Lindl.
- Arethusa L.
- Arundina Blume
- Bletilla Rchb.f.
- Bracisepalum J.J.Sm.
- Bulleyia Schltr.
- Calopogon R.Br.
- Chelonistele Pfitzer
- Coelogyne Lindl. – celogyne
- Dendrochilum Blume
- Dickasonia L.O.Williams
- Dilochia Lindl.
- Entomophobia de Vogel
- Eleorchis F.Maek.
- Geesinkorchis de Vogel
- Glomera Blume
- Gynoglottis J.J.Sm.
- Ischnogyne Schltr.
- Nabaluia Ames
- Neogyna Rchb.f.
- Otochilus Lindl.
- Panisea (Lindl.) Lindl.
- Pholidota Lindl.
- Pleione D.Don – plejone
- Thunia Rchb.f.
- Thuniopsis L.Li, D.P.Ye & Shi J.Li

Plemię Calypsoeae
- Aplectrum (Nutt.) Torr.
- Calypso Salisb.
- Changnienia S.S.Chien
- Corallorhiza Gagnebin – żłobik
- Cremastra Lindl.
- Dactylostalix Rchb.f.
- Ephippianthus Rchb.f.
- Govenia Lindl.
- Oreorchis Lindl.
- Tipularia Nutt.
- Yoania Maxim.

Plemię Collabieae
- Acanthophippium Blume
- Ancistrochilus Rolfe
- Ania Lindl.
- Calanthe R.Br.
- Cephalantheropsis Guillaumin
- Chrysoglossum Blume
- Collabium Blume
- Devogelia Schuit.
- Diglyphosa Blume
- Eriodes Rolfe
- Gastrorchis Schltr.
- Hancockia Rolfe
- Ipsea Lindl.
- Nephelaphyllum Blume
- Pachystoma Blume
- Phaius Lour.
- Pilophyllum Schltr.
- Plocoglottis Blume
- Spathoglottis Blume
- Tainia Blume

Plemię Cymbidieae
- Acineta Lindl.
- Acriopsis Reinw. ex Blume
- Acrolophia Pfitzer
- Aetheorhyncha Dressler
- Aganisia Lindl.
- Anguloa Ruiz & Pav.
- Ansellia Lindl.
- Archivea Christenson & Jenny
- Aspasia Lindl.
- Batemannia Lindl.
- Benzingia Dodson
- Bifrenaria Lindl.
- Braemia Jenny
- Brasiliorchis R.B.Singer, S.Koehler & Carnevali
- Brassia R.Br
- Caluera Dodson & Determann
- Camaridium Lindl.
- Capanemia Barb.Rodr.
- Catasetum Rich. ex Kunth
- Caucaea Schltr.
- Centroglossa Barb.Rodr.
- Chaubardia Rchb.f.
- Chaubardiella Garay
- Cheiradenia Lindl.
- Chondrorhyncha Lindl.
- Chondroscaphe (Dressler) Senghas & G.Gerlach
- Christensonella Szlach., Mytnik, Górniak & Smiszek
- Chytroglossa Rchb.f.
- Cirrhaea Lindl.
- Cischweinfia Dressler & N.H.Williams
- Claderia Hook.f.
- Clowesia Lindl.
- Cochleanthes Raf.
- Coeliopsis Rchb.f.
- Comparettia Poepp. & Endl.
- Coryanthes Hook.
- Cryptarrhena R.Br.
- Cryptocentrum Benth.
- Cuitlauzina Lex.
- Cyanaeorchis Barb.Rodr.
- Cycnoches Lindl.
- Cymbidiella Rolfe
- Cymbidium Sw. – cymbidium
- Cypholoron Dodson & Dressler
- Cyrtidiorchis Rauschert
- Cyrtochiloides N.H.Williams & M.W.Chase
- Cyrtochilum Kunth
- Cyrtopodium R.Br.
- Daiotyla Dressler
- Dichaea Lindl.
- Dipodium R.Br.
- Dressleria Dodson
- Dunstervillea Garay
- Echinorhyncha Dressler
- Eloyella P.Ortiz
- Embreea Dodson
- Eriopsis Lindl.
- Erycina Lindl.
- Eulophia R.Br.
- Eulophiella Rolfe
- Euryblema Dressler
- Fernandezia Ruiz & Pav.
- Galeandra Lindl.
- Galeottia A.Rich.
- Geodorum Andrews
- Gomesa R.Br.
- Gongora Ruiz & Pav.
- Grammangis Rchb.f.
- Grammatophyllum Blume
- Grandiphyllum Docha Neto
- Graphorkis Thouars
- Grobya Lindl.
- Guanchezia G.A.Romero & Carnevali
- Heterotaxis Lindl.
- Hintonella Ames
- Hoehneella Ruschi
- Hofmeisterella Rchb.f.
- Horichia Jenny
- Horvatia Garay
- Houlletia Brongn.
- Huntleya Bateman ex Lindl.
- Hylaeorchis Carnevali & G.A.Romero
- Ida A.Ryan & Oakeley
- Imerinaea Schltr.
- Inti M.A.Blanco
- Ionopsis Kunth
- Ixyophora Dressler
- Kefersteinia Rchb.f.
- Kegeliella Mansf.
- Koellensteinia Rchb.f.
- Lacaena Lindl.
- Leochilus Knowles & Westc.
- Lockhartia Hook.
- Lueckelia Jenny
- Lueddemannia Linden & Rchb.f.
- Lycaste Lindl.
- Lycomormium Rchb.f.
- Macradenia R.Br.
- Macroclinium Barb.Rodr.
- Mapinguari Carnevali & R.B.Singer
- Maxillaria Ruiz & Pav.
- Maxillariella M.A.Blanco & Carnevali
- Miltonia Lindl.
- Miltoniopsis God.-Leb.
- Mormodes Lindl.
- Mormolyca Fenzl
- Neogardneria Schltr. ex Garay
- Neomoorea Rolfe
- Nitidobulbon Ojeda, Carnevali & G.A.Romero
- Nohawilliamsia M.W.Chase & Whitten
- Notylia Lindl.
- Notyliopsis P.Ortiz
- Oeceoclades Lindl.
- Oliveriana Rchb.f.
- Oncidium Sw.
- Ornithidium Salisb. ex R.Br.
- Ornithocephalus Hook.
- Otoglossum (Schltr.) Garay & Dunst.
- Otostylis Schltr.
- Pabstia Garay
- Paphinia Lindl.
- Paradisanthus Rchb.f.
- Paralophia P.J.Cribb & Hermans
- Peristeria Hook.
- Pescatoria Rchb.f.
- Phymatidium Lindl.
- Pityphyllum Schltr.
- Platyrhiza Barb.Rodr.
- Plectrophora H.Focke
- Polycycnis Rchb.f.
- Polyotidium Garay
- Porphyroglottis Ridl.
- Pridgeonia Pupulin
- Promenaea Lindl.
- Psychopsiella Lückel & Braem
- Psychopsis Raf.
- Pterostemma Kraenzl.
- Quekettia Lindl.
- Rauhiella Pabst & Braga
- Rhetinantha M.A.Blanco
- Rhynchostele Rchb.f.
- Rodriguezia Ruiz & Pav.
- Rossioglossum (Schltr.) Garay & G.C.Kenn.
- Rudolfiella Hoehne
- Sanderella Kuntze
- Santanderella P.Ortiz
- Saundersia Rchb.f.
- Sauvetrea Szlach.
- Schlimia Planch. & Linden
- Schunkea Senghas
- Scuticaria Lindl.
- Seegeriella Senghas
- Sievekingia Rchb.f.
- Solenidium Lindl.
- Soterosanthus F.Lehm. ex Jenny
- Stanhopea J.Frost ex Hook.
- Stenia Lindl.
- Stenotyla Dressler
- Suarezia Dodson
- Sudamerlycaste Archila
- Sutrina Lindl.
- Systeloglossum Schltr.
- Telipogon Kunth
- Teuscheria Garay
- Thecopus Seidenf.
- Thecostele Rchb.f.
- Thysanoglossa Porto & Brade
- Tolumnia Raf.
- Trevoria F.Lehm.
- Trichocentrum Poepp. & Endl.
- Trichoceros Kunth
- Trichopilia Lindl.
- Trigonidium Lindl.
- Trizeuxis Lindl.
- Vargasiella C.Schweinf.
- Vasqueziella Dodson
- Vitekorchis Romowicz & Szlach.
- Warczewiczella Rchb.f.
- Warmingia Rchb.f.
- Warrea Lindl.
- Warreella Schltr.
- Warreopsis Garay
- Xylobium Lindl.
- Zelenkoa M.W.Chase & N.H.Williams
- Zygopetalum Hook.
- Zygosepalum (Rchb.f.) Rchb.f.
- Zygostates Lindl.

Plemię Dendrobieae
- Acrochaene Lindl.
- Bulbophyllum Thouars – bulbofylum, bulwolist
- Chaseella Summerh.
- Dendrobium Sw.
- Drymoda Lindl.
- Genyorchis Schltr.
- Monomeria Lindl.
- Pedilochilus Schltr.
- Sunipia Lindl.
- Trias Lindl.

Plemię Epidendreae

- Acianthera Scheidw.
- Acrorchis Dressler
- Adamantinia Van den Berg & C.N.Gonç.
- Alamania Lex.
- Amoana Leopardi & Carnevali
- Anathallis Barb.Rodr.
- Andinia (Luer) Luer
- Andreettaea Luer
- Arpophyllum Lex.
- Artorima Dressler & G.E.Pollard
- Atopoglossum Luer
- Barbosella Schltr.
- Barkeria Knowles & Westc.
- Basiphyllaea Schltr.
- Bletia Ruiz & Pav.
- Brachionidium Lindl.
- Brassavola R.Br.
- Broughtonia R.Br.
- Cattleya Lindl. – katleja
- Caularthron Raf.
- Chamelophyton Garay
- Chysis Lindl.
- Coelia Lindl.
- Constantia Barb.Rodr.
- Corallorrhiza Châtel.
- Dilomilis Raf.
- Dimerandra Schltr.
- Dinema Lindl.
- Diodonopsis Pridgeon & M.W.Chase
- Domingoa Schltr.
- Draconanthes (Luer) Luer
- Dracula Luer
- Dresslerella Luer
- Dryadella Luer
- Echinosepala Pridgeon & M.W.Chase
- Encyclia Hook.
- Epidendrum L.
- Euchile (Dressler & G.E.Pollard) Withner
- Frondaria Luer
- Gravendeelia Bogarín & Karremans
- Guarianthe Dressler & W.E.Higgins
- Hagsatera R.González
- Helleriella A.D.Hawkes
- Hexalectris Raf.
- Homalopetalum Rolfe
- Isabelia Barb.Rodr.
- Isochilus R.Br.
- Jacquiniella Schltr.
- Kraenzlinella Kuntze
- Laelia Lindl. – lelia
- Lankesteriana Karremans
- Lepanthes Sw.
- Lepanthopsis (Cogn.) Ames
- Leptotes Lindl.
- Loefgrenianthus Hoehne
- Madisonia Luer
- Masdevallia Ruiz & Pav.
- Meiracyllium Rchb.f.
- Microepidendrum Brieger ex W.E.Higgins
- Muscarella Luer
- Myoxanthus Poepp. & Endl.
- Myrmecophila Rolfe
- Nemaconia Knowles & Westc.
- Neocogniauxia Schltr.
- Nidema Britton & Millsp.
- Octomeria R.Br.
- Oestlundia W.E.Higgins
- Ophidion Luer
- Opilionanthe Karremans & Bogarín
- Orleanesia Barb.Rodr.
- Pabstiella Brieger & Senghas
- Pendusalpinx Karremans & Mel.Fernández
- Phloeophila Hoehne & Schltr.
- Platystele Schltr.
- Pleurothallis R.Br.
- Pleurothallopsis Porto & Brade
- Ponera Lindl.
- Porroglossum Schltr.
- Prosthechea Knowles & Westc.
- Pseudolaelia Porto & Brade
- Psychilis Raf.
- Pupulinia Karremans & Bogarín
- Pygmaeorchis Brade
- Quisqueya Dod
- Restrepia Kunth
- Restrepiella Garay & Dunst.
- Rhyncholaelia Schltr.
- Sansonia Chiron
- Scaphosepalum Pfitzer
- Scaphyglottis Poepp. & Endl.
- Specklinia Lindl.
- Stelis Sw.
- Stellamaris Mel.Fernández & Bogarín
- Teagueia (Luer) Luer
- Tetramicra Lindl.
- Tomzanonia Nir
- Trichosalpinx Luer
- Trisetella Luer
- Zootrophion Luer

Plemię Gastrodieae
- Auxopus Schltr.
- Didymoplexiella Garay
- Didymoplexiopsis Seidenf.
- Didymoplexis Griff.
- Gastrodia R.Br.
- Uleiorchis Hoehne

Plemię Malaxideae
- Alatiliparis Marg. & Szlach.
- Crepidium Blume
- Crossoglossa Dressler & Dodson
- Dienia Lindl.
- Hammarbya Kuntze – wątlik
- Hippeophyllum Schltr.
- Liparis Rich. – lipiennik
- Malaxis Sol. ex Sw. – wyblin
- Oberonia Lindl.
- Oberonioides Szlach.
- Orestias Ridl.
- Risleya King & Pantl.
- Saurolophorkis Marg. & Szlach.
- Stichorkis Thouars
- Tamayorkis Szlach.
- Ypsilorchis Z.J.Liu, S.C.Chen & L.J.Chen

Plemię Neottieae
- Aphyllorchis Blume
- Cephalanthera >Rich. – buławnik
- Coenoemersa R.González & Lizb.Hern.
- Crossoliparis Marg.
- Cymbilabia D.K.Liu & Ming H.Li
- Cymboglossum (J.J.Sm.) Rauschert
- Danxiaorchis J.W.Zhai, F.W.Xing & Z.J.Liu
- Epipactis Zinn – kruszczyk
- Greenwoodiella Salazar, Hern.-López & J.Sharma
- Limodorum Boehm.
- Neottia Guett. – gnieźnik
- Palmorchis Barb.Rodr.

Plemię Nervilieae
- Epipogium Borkh.
- Nervilia Comm. ex Gaudich.
- Silvorchis J.J.Sm.
- Stereosandra Blume

Plemię Podochileae
- Aeridostachya (Hook.f.) Brieger
- Appendicula Blume
- Ascidieria Seidenf.
- Bambuseria Schuit., Y.P.Ng & H.A.Pedersen
- Bryobium Lindl.
- Callostylis Blume
- Campanulorchis Brieger
- Ceratostylis Blume
- Chilopogon Schltr.
- Conchidium Griff.
- Cryptochilus Wall.
- Cylindrolobus Blume
- Cyphochilus Schltr.
- Dendrolirium Blume
- Dilochiopsis (Hook.f.) Brieger
- Epiblastus Schltr.
- Eria Lindl.
- Mediocalcar J.J.Sm.
- Mycaranthes Blume
- Notheria P.O’Byrne & J.J.Verm.
- Octarrhena Thwaites
- Oxystophyllum Blume
- Phreatia Lindl.
- Pinalia Lindl.
- Poaephyllum Ridl.
- Podochilus Blume
- Porpax Lindl.
- Pseuderia Schltr.
- Ridleyella Schltr.
- Sarcostoma Blume
- Stolzia Schltr.
- Strongyleria (Pfitzer) Schuit., Y.P.Ng & H.A.Pedersen
- Thelasis Blume
- Trichotosia Blume

Plemię Sobralieae
- Elleanthus C.Presl
- Epilyna Schltr.
- Sertifera Lindl. ex Rchb.f.
- Sobralia Ruiz & Pav.

Plemię Thaieae
- Thaia Seidenf.

Plemię Triphoreae
- Diceratostele Summerh.
- Monophyllorchis Schltr.
- Pogoniopsis Rchb.f.
- Psilochilus Barb.Rodr.
- Triphora Nutt.

Plemię Tropidieae
- Corymborkis Thouars
- Kalimantanorchis Tsukaya, M.Nakaj. & H.Okada
- Tropidia Lindl.

Plemię Vandeae
- Abdominea J.J.Sm.
- Acampe Lindl.
- Adenoncos Blume
- Adrorhizon Hook.f.
- Aerangis Rchb.f.
- Aeranthes Lindl. – erantes
- Aerides Lour.
- Afropectinariella M.Simo & Stévart
- Agrostophyllum Blume
- Ambrella H.Perrier
- Amesiella Schltr. ex Garay
- Ancistrorhynchus Finet
- Angraecoides (Cordem.) Szlach., Mytnik & Grochocka
- Angraecopsis Kraenzl.
- Angraecum Bory
- Arachnis Blume
- Armodorum Breda
- Ascocentropsis Senghas & Schildh.
- Ascocentrum Schltr.
- Ascochilopsis Carr
- Ascochilus Ridl.
- Ascoglossum Schltr.
- Beclardia A.Rich.
- Biermannia King & Pantl.
- Bogoria J.J.Sm.
- Bolusiella Schltr.
- Brachypeza Garay
- Bromheadia Lindl.
- Calymmanthera Schltr.
- Calyptrochilum Kraenzl.
- Campylocentrum Benth.
- Cardiochilos P.J.Cribb
- Ceratocentron Senghas
- Ceratochilus Blume
- Chamaeangis Schltr.
- Chamaeanthus Schltr.
- Chauliodon Summerh.
- Chiloschista Lindl.
- Christensonia Haager
- Chroniochilus J.J.Sm.
- Cleisocentron Brühl
- Cleisomeria Lindl. ex G.Don
- Cleisostoma Blume
- Cleisostomopsis Seidenf.
- Cordiglottis J.J.Sm.
- Cottonia Wight
- Cribbia Senghas
- Cryptopus Lindl.
- Cryptopylos Garay
- Cyrtorchis Schltr.
- Deceptor Seidenf.
- Dendrophylax Rchb.f.
- Diaphananthe Schltr.
- Dimorphorchis Rolfe
- Dinklageella Mansf.
- Diplocentrum Lindl.
- Diploprora Hook.f.
- Distylodon Summerh.
- Dryadorchis Schltr.
- Drymoanthus Nicholls
- Dyakia Christenson
- Earina Lindl.
- Eclecticus P.O’Byrne
- Eggelingia Summerh.
- Eichlerangraecum Szlach., Mytnik & Grochocka
- Eparmatostigma Garay
- Erasanthe P.J.Cribb, Hermans & D.L.Roberts
- Esmeralda Rchb.f.
- Eurychone Schltr.
- Gastrochilus D.Don
- Grosourdya Rchb.f.
- Gunnarella Senghas
- Haraella Kudô
- Hederorkis Thouars
- Holcoglossum Schltr.
- Hygrochilus Pfitzer
- Hymenorchis Schltr.
- India A.N.Rao
- Jejewoodia Szlach.
- Jejosephia A.N.Rao & Mani
- Jumellea Schltr.
- Kipandiorchis P.O’Byrne & Gokusing
- Kylicanthe Descourv., Stévart & Droissart
- Lemurella Schltr.
- Lemurorchis Kraenzl.
- Listrostachys Rchb.f.
- Luisia Gaudich.
- Macropodanthus L.O.Williams
- Malleola J.J.Sm. & Schltr.
- Margelliantha P.J.Cribb
- Megalotus Garay
- Microcoelia Lindl.
- Micropera Lindl.
- Microsaccus Blume
- Microtatorchis Schltr.
- Microterangis Senghas
- Mobilabium Rupp
- Mystacidium Lindl.
- Neobathiea Schltr.
- Nephrangis (Schltr.) Summerh.
- Nothodoritis Z.H.Tsi
- Oeonia Lindl.
- Oeoniella Schltr.
- Omoea Blume
- Ophioglossella Schuit. & Ormerod
- Ornithochilus (Lindl.) Wall. ex Benth.
- Ossiculum P.J.Cribb & Laan
- Papilionanthe Schltr.
- Papillilabium Dockrill
- Paraphalaenopsis A.D.Hawkes
- Parapteroceras Aver.
- Pectinariella Szlach., Mytnik & Grochocka
- Pelatantheria Ridl.
- Penkimia Phukan & Odyuo
- Pennilabium J.J.Sm.
- Peristeranthus T.E.Hunt
- Phalaenopsis Blume – falenopsis
- Phragmorchis L.O.Williams
- Plectorrhiza Dockrill
- Plectrelminthus Raf.
- Podangis Schltr.
- Polystachya Hook.
- Pomatocalpa Breda
- Porphyrodesme Schltr.
- Porrorhachis Garay
- Pteroceras Hasselt ex Hassk.
- Rangaeris (Schltr.) Summerh.
- Renanthera Lour.
- Rhaesteria Summerh.
- Rhinerrhiza Rupp
- Rhinerrhizopsis Ormerod
- Rhipidoglossum Schltr.
- Rhynchogyna Seidenf. & Garay
- Rhynchostylis Blume
- Robiquetia Gaudich.
- Saccoglossum Schltr.
- Saccolabiopsis J.J.Sm.
- Saccolabium Blume
- Samarorchis Ormerod
- Santotomasia Ormerod
- Sarcanthopsis Garay
- Sarcochilus R.Br.
- Sarcoglyphis Garay
- Sarcophyton Garay
- Schistotylus Dockrill
- Schoenorchis Reinw. ex Blume
- Sedirea Garay & H.R.Sweet
- Seidenfadenia Garay
- Seidenfadeniella C.S.Kumar
- Singchia Z.J.Liu & L.J.Chen
- Sirhookera Kuntze
- Smithsonia C.J.Saldanha
- Smitinandia Holttum
- Sobennikoffia Schltr.
- Solenangis Schltr.
- Sphyrarhynchus Mansf.
- Spongiola J.J.Wood & A.Lamb
- Staurochilus Ridl. ex Pfitzer
- Stereochilus Lindl.
- Summerhayesia P.J.Cribb
- Taeniophyllum Blume
- Taeniorrhiza Summerh.
- Taprobanea Christenson
- Thrixspermum Lour.
- Trachoma Garay
- Triceratorhynchus Summerh.
- Trichoglottis Blume
- Tridactyle Schltr.
- Tuberolabium Yamam.
- Uncifera Lindl.
- Vanda R.Br. – wanda
- Vandopsis Pfitzer
- Ventricularia Garay
- Xenikophyton Garay
- Ypsilopus Summerh.

Plemię Wullschlaegelieae
- Wullschlaegelia Rchb.f.

Plemię Xerorchideae
- Xerorchis Schltr.